# Öja församling, Lunds stift
Öja församling var en församling i Lunds stift och i Ystads kommun. Församlingen uppgick 2002 i Stora Köpinge församling.

## Administrativ historik
Församlingen har medeltida ursprung.  
Församlingen var till 1677 moderförsamling i pastoratet Öja och Hedeskoga för att därefter till 1869 vara annexförsamling i pastoratet Ystads Sankta Maria, Öja och Hedeskoga. Från 1869 till 1 maj 1919 annexförsamling i pastoratet Ystads Sankta Maria (Ystads stadsförsamling från 1884) och Öja som till 25 juli 1884 även omfattade Ystads Sankt Petri församling. Från 1 maj 1919 till 1962 annexförsamling i pastoratet Stora Herrestad, Borrie och Öja. Från 1962 till 2002 annexförsamling i pastoratet Stora Köpinge, Stora Herrestad, Borrie och Öja. Församlingen uppgick 2002 i Stora Köpinge församling.

## Kyrkor
- Öja kyrka